# Chiesa di Santa Maria delle Grazie (Paternò)
La chiesa di Santa Maria delle Grazie è un luogo di culto cattolico sito in Paternò, in provincia di Catania.

## Storia
La costruzione della chiesa e del convento risale ai primi decenni del XVII secolo, per opera dei Frati Cappuccini, la cui presenza a Paternò è attestata dal 1556, quando furono chiamati dal conte Francesco Moncada de Luna, feudatario della città. Per procedere alla sua edificazione fu necessario demolire un preesistente oratorio dell'arciconfraternita di Santa Maria delle Grazie, che occupava lo stesso sito, in memoria del quale la nuova chiesa venne intitolata alla Madonna delle Grazie. Secondo il frate Luigi da Randazzo, storico dell'Ordine, a contribuire alla costruzione della chiesa furono le oblazioni dei fedeli, e, soprattutto, il Principe di Paternò, che destinò a tal fine il gettito della gabella della difesa e della gabelluccia della carne, per complessive 60 onze annue fino al completamento della fabbrica, e provvide successivamente al mantenimento della piccola comunità con l'assegnazione di un annuo censo di 37 onze in perpetuo.
Il convento subì gravi danni dal violento terremoto del Val di Noto del 1693, che distrusse l'abitato di Paternò, e già nel 1710 era stato recuperato con i lavori di ricostruzione successivamente effettuati. Ulteriori restauri furono eseguiti dopo il 1778 dal frate Andrea Felice, al quale si deve pure la costituzione del primo nucleo della biblioteca.
Nel 1866, a seguito delle leggi eversive sui beni ecclesiastici, promulgate dallo Stato italiano, l'annesso convento venne soppresso e requisito assieme ai suoi terreni, cosicché i suoi spazi furono utilizzati per la costruzione del cimitero comunale. I Frati Cappuccini nel 1905 si insediarono in un nuovo cenobio edificato a fianco della Chiesa di San Francesco all'Annunziata loro donata qualche anno prima dal canonico Antonino Guido, che l'aveva realizzata a proprie spese nel 1884.
Fin dagli inizi del XX secolo, la chiesa finì in stato di abbandono e andò progressivamente in rovina. Il tempio, nel quale venivano sepolti i frati che vi risiedevano, ha ospitato la salma imbalsamata del religioso Padre Michele Moncada, devoto alla Madonna delle Grazie, fino al 1945, quando venne traslata e sepolta alla Chiesa di San Francesco all'Annunziata.
Nel 1977, furono effettuati i lavori di restauro dell'intero bene, in cui sono stati rinnovati gli esterni, ricostruiti il tetto - per gran parte precipitato - e i pavimenti, ripristinati gli intonaci e porte e finestre, recuperati i decori, restaurati gli affreschi del convento, che restituirono ad esso l'originario decoro. Altri lavori sono stati effettuati nel 1983-85, con il recupero della cripta sottostante la navata centrale della chiesa.

## Descrizione
La chiesa di Santa Maria delle Grazie si trova nella parte meridionale del colle di Paternò, che confina con il cimitero della città, e che si trova alle spalle dell'antico convento sconsacrato dei Frati francescani.
Il prospetto della chiesa, tipicamente barocco, presenta un portale d'ingresso con arco a tutto sesto, sormontato al centro da una finestra rettangolare con i bordi in pietra lavica; ai due lati due coppie di paraste con fregi che poggiano su un basamento di pietra lavica, e al di sopra, due edicolette campanarie sovrastate da emicupole a bulbo, che offrono estrosa alternativa alla rudimentale semplicità del piccolo timpano mistilineo che corona l'edificio. Sul fianco settentrionale, interrotto dall'incastro di un muro del cimitero, che ha in parte inglobato l'antico complesso conventuale, si trovano due finestre rettangolari in pietra lavica, come pure l'incorniciatura del secondo portale, sormontato da un Crocifisso.
L'interno, a pianta rettangolare con volta a botte, ha unica navata, separata dal presbiterio a terminazione rettilinea per mezzo di una balaustra. L'organicità dello spazio è turbata dalla tribuna della cantoria, che caratterizza con la sua vivace impalcatura rococò la zona d'ingresso, fronteggiando da lontano l'altare maggiore. Numerosi sono gli affreschi e le decorazioni nelle pareti dell'edificio, riferibili al Settecento.